# Salgareda
Salgareda là một đô thị ở tỉnh Treviso trong vùng Veneto, có cự ly khoảng 30 km về phía đông bắc của Venice và khoảng 20 km về phía đông của Treviso. Tại thời điểm ngày 31 tháng 12 năm 2004, đô thị này có dân số 6.102 người và diện tích là 27,2 km².
Đô thị Salgareda có các frazioni (các đơn vị trực thuộc, chủ yếu là các làng) Campodipietra, Campobernardo, và Arzeri e Candolè.
Salgareda giáp các đô thị: Cessalto, Chiarano, Noventa di Piave, San Biagio di Callalta, San Donà di Piave, Ponte di Piave, Zenson di Piave.